# John Hunter (football)
Pour les articles homonymes, voir John Hunter et Sailor (homonymie).
John Bryson « Sailor » Hunter (né le 6 avril 1878 à Johnstone en Écosse et mort le 12 janvier 1966 à Motherwell en Écosse) était un footballeur écossais.

## Palmarès

### En tant que joueur
Liverpool FC
- Champion du Championnat d'Angleterre de football (1) :
  - 1901.

Heart of Midlothian FC
- Vice-champion du Championnat d'Écosse de football (1) :
  - 1904.
- Finaliste de la Scottish Cup (1) :
  - 1903.

Dundee FC
- Vice-champion du Championnat d'Écosse de football (1) :
  - 1909.
- Meilleur buteur du Championnat d'Écosse de football (1) :
  - 1909 : 29 buts.
- Vainqueur de la Scottish Cup (1) :
  - 1910.

### En tant qu'entraîneur
- Scottish First Division (niveau 1) : 1932
- Scottish Cup : Finaliste en 1931, 1933, 1939